# جيمس كوكس
جيمس كوكس (بالإنجليزية: James Cox)‏ هو سياسي أمريكي، ولد في 16 أكتوبر 1753 في مقاطعة مونموث في الولايات المتحدة، وتوفي بنفس المكان في 12 سبتمبر 1810. انتخب عضو جمعية نيوجيرسي العامة وانتخب عضو مجلس النواب الأمريكي.